# Drosera magnifica

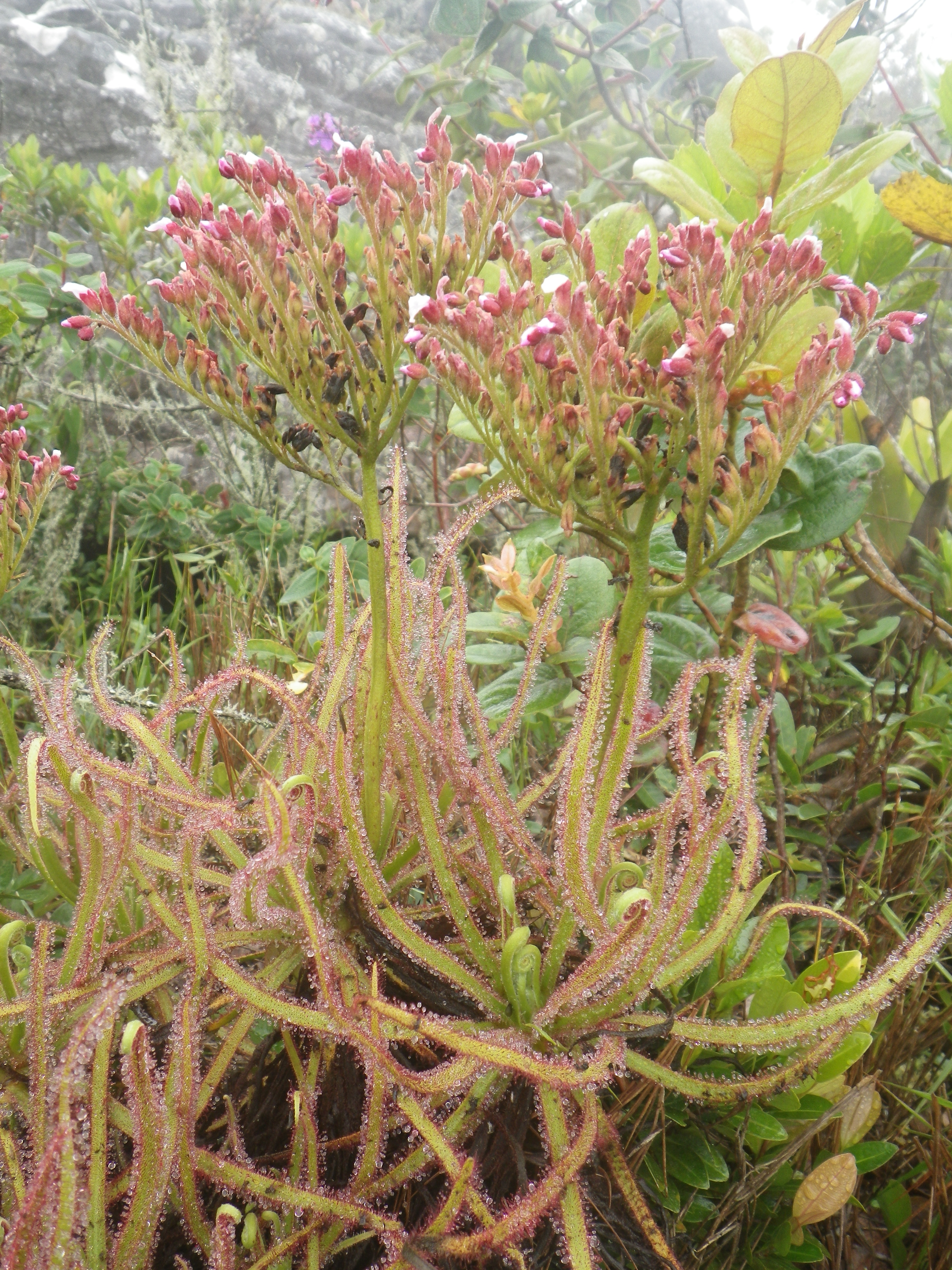
Especime florido

Drosera magnifica é uma espécie de Drosera nativa do Pico do Padre Ângelo no leste de Minas Gerais no sudeste do Brasil. Ela é a maior drosera das América e uma das três maiores espécies de Drosera do mundo, junto com D. regia da África do Sul e D. gigantea da Austrália. Ela foi descoberta no ano de 2015, por meio de imagens publicadas no Facebook pelo orquidófilo Reginaldo Vasconcelos.

## Descrição
Drosera magnifica é uma espécie grande do gênero Drosera. Com seu caule podendo atingir até 120 cm, com folhas de até 24 cm, um espécime pode atingir mais de 150 cm de comprimento. Algo que diferencia a Drosera magnifica das demais espécies brasileiras são as inflorescências em formato de candelabro que lembram espécies geograficamente distantes, como Drosera binata ou as espécies tuberosas da seção Ergaleium, todas nativas da Australia.

## Descoberta
Essa especie foi descoberta pelo orquidófilo Reginaldo Vasconcelos que postou a imagem no Facebook em 2012. em 2013, Paulo Gonella, pesquisador de plantas do Instituto de Biociências da Universidade de São Paulo (USP), ao ver a foto, identificou que se tratava de uma espécie até o momento desconhecida. Após uma viagem de coleta até a montanha, a pesquisa foi então publicada no periódico botânico Phytotaxa.
Drosera magnifica tem a distinção de ser a primeira espécie de planta a ser descoberta por meio de imagens postadas em um grupo de mídia social. Informações sobre sua localização permitiram que Paulo Gonella e Fernando Rivadavia visitassem o local, coletassem fotografias e materiais para ter uma descrição.

## Risco de Extinção
Os pesquisadores brasileiros voltaram à região em 2014 para ver se a planta estava em outras montanhas da região, mas não a encontraram. O gênero tem cerca de 250 espécies em áreas tropicais de todo o mundo. Por estar em uma região que já sofreu muito desmatamento, os pesquisadores ressaltam no artigo científico que a planta já pode ser considerada ameaçada de extinção, de acordo com os critérios e categorias da lista da vermelha da União Internacional para a Conservação da Natureza. Esse risco aumentou mais por conta dos incendios que ocorreram no local em 2020

## Referencias
1. ↑  «Drosera magnifica, a new species from Brazil. Thank you... Facebook! :-)» (em inglês).  [user-generated source]. Consultado em 3 de março de 2025
2. ↑  «Nova planta carnívora é descoberta no Brasil graças a foto em rede social». Globo G1. 30 de julho de 2015. Consultado em 3 de março de 2025
3. ↑  «Incêndio ameaça planta carnívora rara e que só existe em Minas». Estado de Minas. 1 de outubro de 2020. Consultado em 3 de março de 2025